# Morens (Huesca)
Morens ist ein spanischer Ort in der Provinz Huesca der Autonomen Gemeinschaft Aragonien, der zur Gemeinde Beranuy gehört. Der Ort auf 1095 Meter Höhe liegt circa einen Kilometer nördlich von Beranuy. Er hatte im Jahr 2019 zehn Einwohner.

## Sehenswürdigkeiten
- Ehemalige romanische Pfarrkirche San Juan, verändert im 16. Jahrhundert

## Weblinks

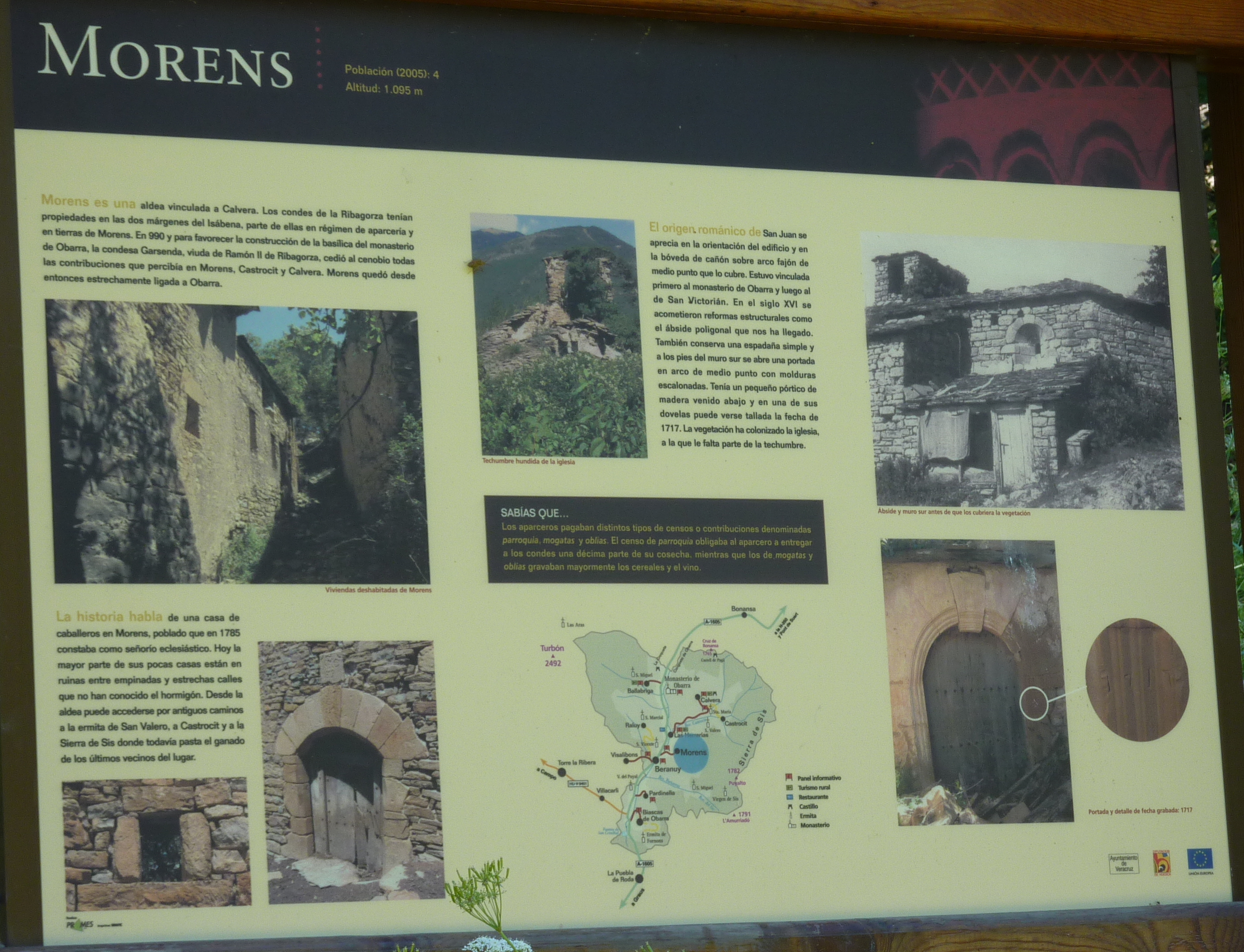
Infotafel zu Morens und seiner Kirche